# Mgła
Mgła  est un groupe de black metal polonais originaire de Cracovie. Formé en 2000, le groupe a produit quatre albums : Groza (2008), With Hearts Toward None (2012), Exercises in Futility (2015), et Age of Excuse (2019)
Le nom du groupe signifie « brume » ou « brouillard » en polonais, ce qui n'est pas sans rappeler un autre groupe emblématique du genre : Taake, qui signifie également « brume » ou « brouillard », mais en norvégien.

## Histoire
Mgła est fondé en 2000 à Cracovie, pour ce qui devait à l'origine être un projet studio uniquement, par le multi-instrumentiste Mikołaj "M." Żentara en collaboration avec le batteur Dariusz "Daren" Piper, tous les deux appartenant au groupe Kriegsmachine. Ils enregistrent ensemble 2 démos non-publiées, un split-album en collaboration avec Deathspell Omega, Clandestine Blaze, Stabat Mater, Exordium et Musta Starma, ainsi que leur 2 premiers EPs.
Daren quitte le groupe en 2006 et est remplacé par Maciej "Darkside" Kowalski. Le groupe signe avec le label Northern Heritage en 2008 et publie la même année leur premier album, Groza. Le groupe est depuis resté avec Northern Heritage.
En 2012, après la sortie de leur second album With Hearts Toward None, le groupe commence une tournée mondiale. Ils engagent le bassiste The Fall et le guitariste Silence, tous deux du groupe de black metal Medico Peste, pour compléter leur formation live. Selon M., ils répètent ensemble pendant plus d'un an avant de commencer la tournée.
En 2015, Silencer quitte le groupe et est remplacé par E.V.T., également du groupe Medico Peste, toujours comme guitariste live. La même année, M. et Darkside fonde "No Solace", un label et magasin en ligne qui vend la musique de Mgła et d'autres projets. Ils y publient notamment de la musique de leur formation Kriegsmachine. No Solace est également le nom du studio de musique de Żentara. Le groupe publie son troisième album le 4 Septembre 2015, intitulé Exercises in Futility, via leur nouveau label et en collaboration avec Northern Heritage. La tournée qui s'en suivie, qui a aidé le groupe à gagner en popularité, est passée par de nombreux festivals de renom comme le Nidrosian Black Mass en Belgique, le Brutal Assault en République tchèque et le Dark Easter Metal Meeting en Allemagne. Le groupe réalise également une tournée en Amérique du Nord.
Le 21 octobre 2018, en même temps que la sortie de leur troisième album de Kriegsmachine, le groupe annonce qu'ils travaillent sur un quatrième album qui devrait sortir en 2019. Le 3 août 2019, le groupe révèle que leur quatrième album s'intitulera Age of Excuse et sortira le 2 septembre 2019 sur le Bandcamp du groupe et en CD, toujours via leur label No Solace et en collaboration avec Northern Heritage. Ils mettent à disposition l'album sur différentes plateformes de streaming musical une semaine après la sortie du CD. Northern Heritage publie l'album en format vinyle le 24 janvier 2020.

## Polémique
En juin 2022, le groupe est à l'affiche du Hellfest, ce qui déclenche la polémique, le groupe étant accusé de faire partie de la scène national socialist black metal du fait de leur proximité avec le musicien néonazi finlandais Mikko Aspa et de l'une de leurs chansons nommée Judenfrei, dont le titre fait référence aux zones Judenfrei du Troisième Reich. Contacté par Libération, le groupe explique avoir voulu explorer la déshumanisation, « sans la glorifier ». Leur agence de booking française assure que Mgła est « un groupe ni politique ni politisé ».

## Discographie

### Albums studio
- 2008 : Groza
- 2012 : With Hearts Toward None
- 2015 : Exercises in Futility
- 2019 : Age of Excuse

### EP
- 2006 : Presence
- 2006 : Mdłości
- 2007 : Further Down the Nest

### Compilations
- 2007 : Mdłości + Further Down the Nest
- 2013 : Presence / Power and Will

### Démos
- 2000 : Northwards
- 2001 : Necrotic